# 笠原照重
笠原 照重（かさはら てるしげ）は、戦国時代の武将。

## 生涯
生年は不詳。笠原康勝の子とされる。
後北条氏の家臣で小机衆の一人であり、武蔵小机師岡と西郡柳下で108貫文と御蔵島20貫文を給されていた。
天正9年（1581年）12月19日、武田勝頼に内通した戸倉城主・笠原政晴に攻められ伊豆戸倉で討ち死にした。

## 子孫
嫡子の笠原重政は後に徳川氏に属して天正19年（1591年）都筑郡台村を領し、子孫は200石の旗本として続いた。